# USS Anchorage (LPD-23)
El USS Anchorage (LPD-23) es un LPD (landing platform dock) de la clase San Antonio en servicio con la Armada de los Estados Unidos. Su nombre refiere a la ciudad de Anchorage, Alaska. Entró en servicio activo en 2012.

## Historial de servicio

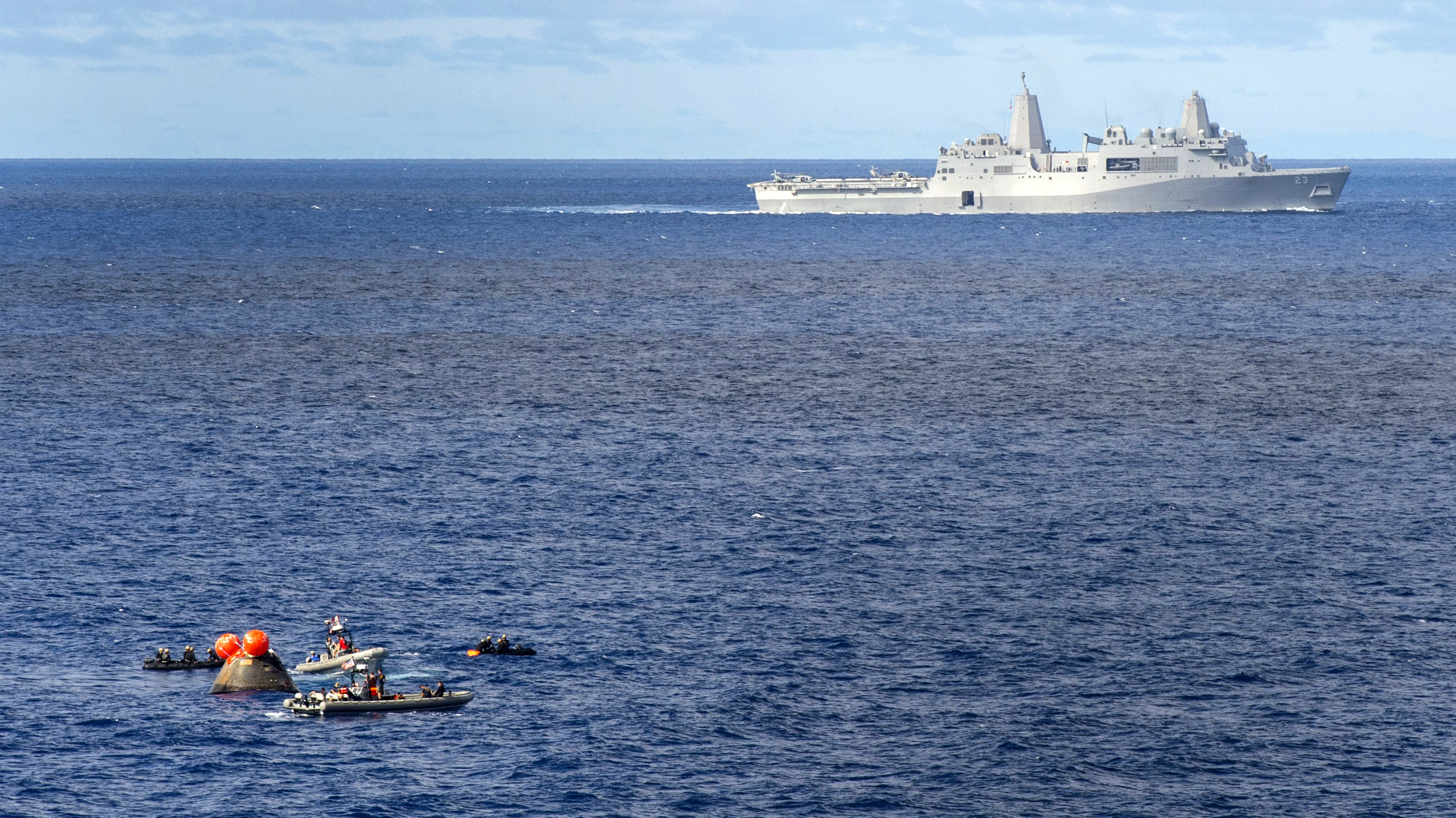
Anchorage con la cápsula espacial Orion, 5 de diciembre de 2014..

A principios de agosto de 2014, el Anchorage participó en la prueba Underway Recovery Test 2, en la que se ensayaron escenarios para recuperar una cápsula espacial Orion.
La NASA marcó un hito importante en el programa de la agencia para restablecer el programa espacial tripulado de Estados Unidos cuando llevó a cabo el EFT-1 con Orión el 5 de diciembre de 2014. 

El Anchorage, el buque de salvamento Salvor tripulado por el Mando Militar de Transporte Marítimo, el Escuadrón de Combate Marítimo de Helicópteros 8 (HSC-8), la EODMU-11, la Compañía Móvil de Buceo y Salvamento 11-17, el Centro Meteorológico de la Flota de San Diego y la Cámara de Combate de la Flota del Pacífico participaron en la recuperación cuando la nave cayó al mar. 
El USS Anchorage recuperó el módulo de la tripulación de Orión, la cubierta de la bahía delantera y los paracaídas. Un equipo de puente especialmente entrenado para la operación maniobró el Anchorage junto al Orión y bajó pequeñas embarcaciones para recuperarlo. Los buzos ataron cabos desde los botes pequeños para guiar la cápsula hacia el Anchorage, donde un cabrestante diseñado por la NASA arrastró el módulo hasta la cubierta del pozo.